# Báňská záchranná služba

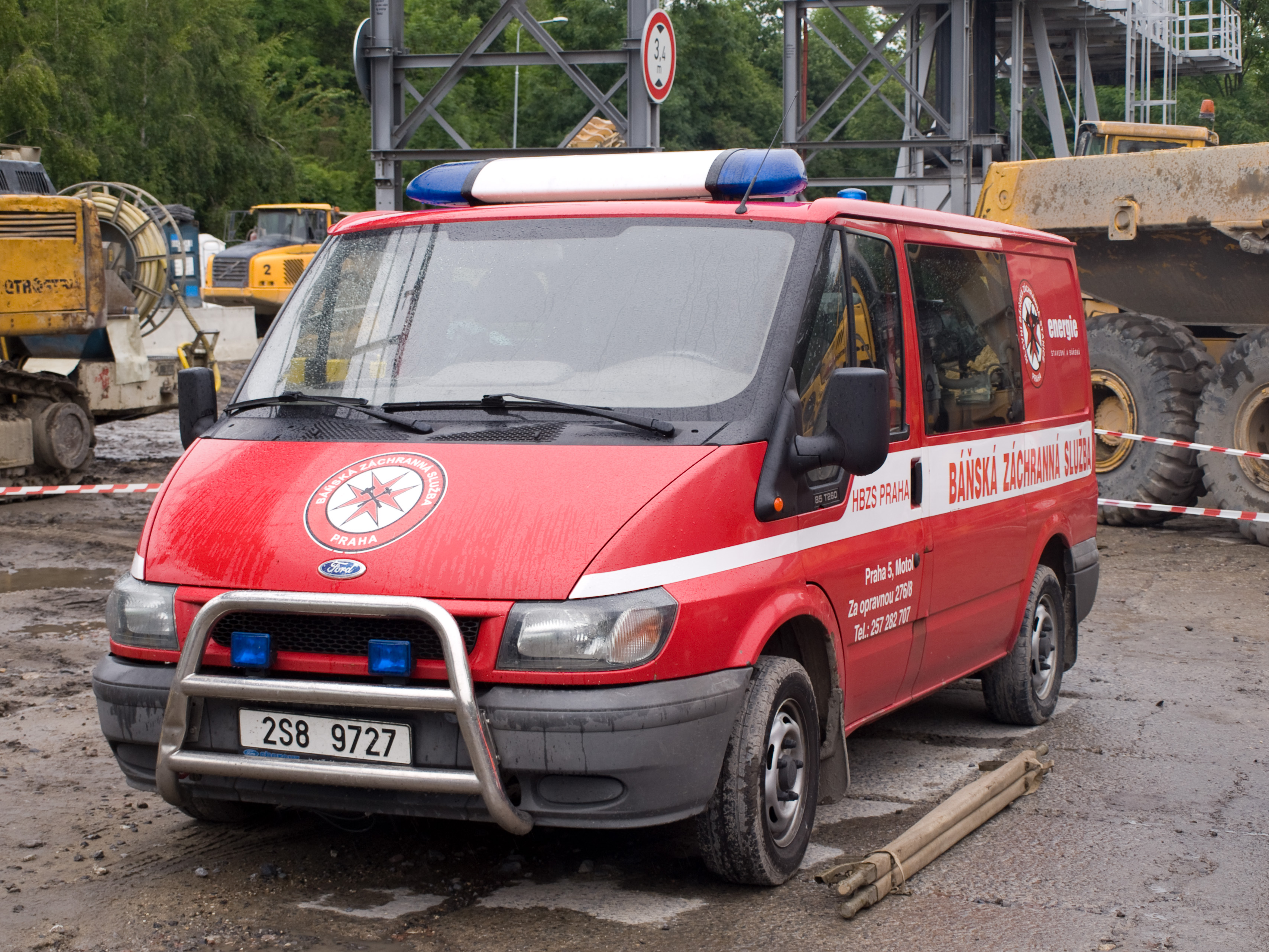
Pohotovostní vozidlo BZS

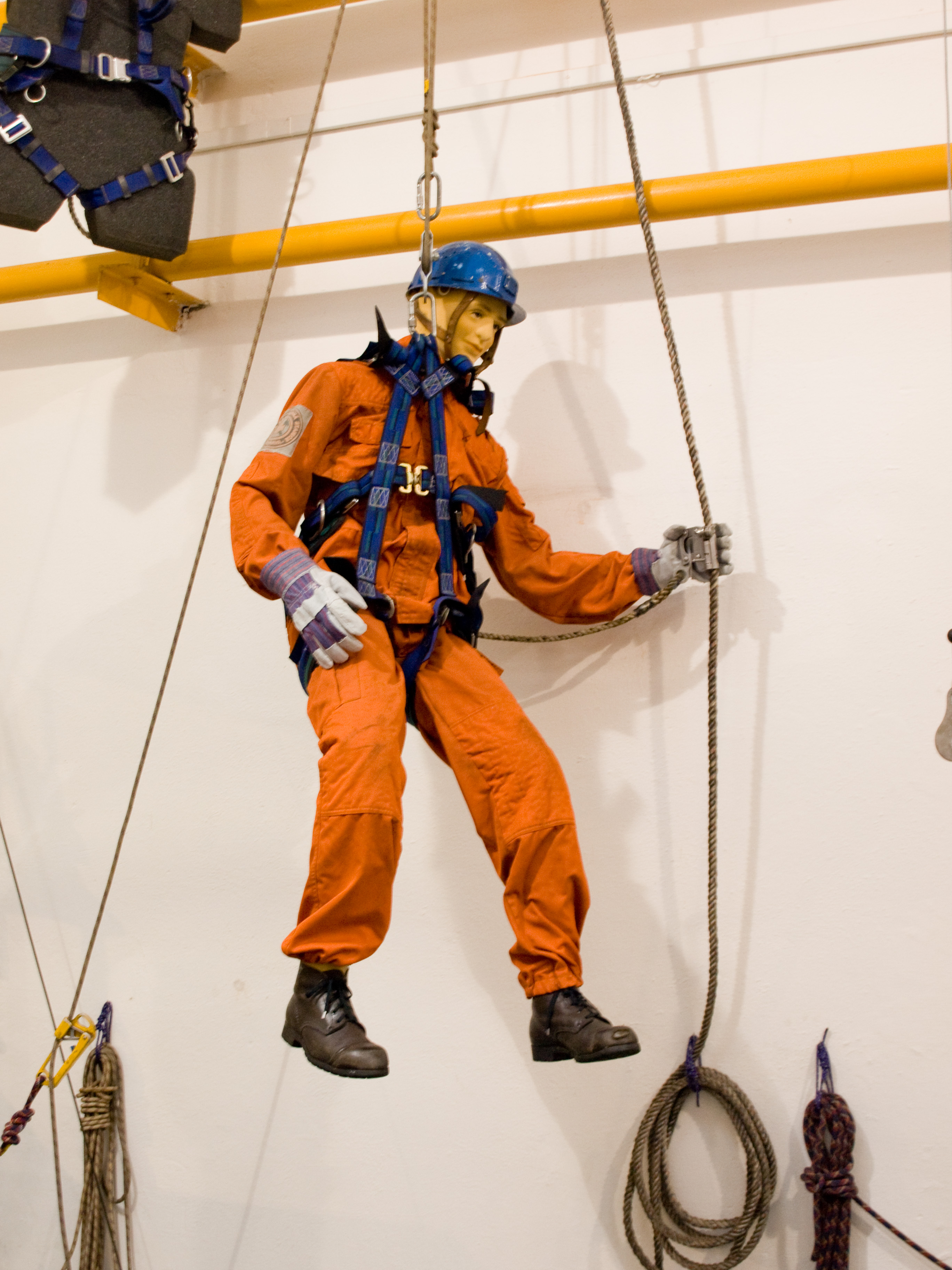
Figurína důlního záchranáře

Báňská záchranná služba je záchranářská služba specializovaná na zásahy v obtížných podmínkách, zejména v podzemí. Záchranná služba je zřizována na základě vyhlášky Českého báňského úřadu o báňské záchranné službě.
Báňská záchranná služba je členěna na 4 hlavní a 12 závodních stanic. Závodní stanice pro jednotlivé báňské provozy je možno sdružovat. Úkolem HBZS Praha je vykonávat záchrannou službu na území celé republiky při činnostech prováděných hornickým způsobem v podzemí. A to v případech, pokud je provádějící organizaci nařízeno Českým báňským úřadem zajištění báňské záchranné služby.
Celkově slouží u BZS přibližně 2 000 záchranářů, z toho nejvíce, přibližně 1 400 na Ostravsku. V roce 2010 bylo HBZS provedeno 280 zásahů, z čehož většinu tvoří zdravotnické zásahy, dále pak požáry.

## Hlavní báňské záchranné stanice
- HBZS Hodonín (Moravské naftové doly)[1]
- HBZS Most (Severní energetická, a. s.)[2]
- HBZS Ostrava (OKD HBZS a. s.)[3]
- HBZS Praha (Energie stavební a báňská)[4]